# Potres
Potres je iznenadna i kratkotrajna vibracija tla uzrokovana urušavanjem stijena (urušni potres), magmatskom aktivnošću (vulkanski potres) ili tektonskim poremećajima (tektonski potres) u litosferi i dijelom u Zemljinu plaštu. Proučavanjem potresa bavi se seizmologija, grana geofizike. Mjesto nastanka potresa u dubini Zemlje naziva se žarište (fokus) ili hipocentar potresa. Ono može biti neposredno ispod površine pa sve do dubine od 750 kilometara (potres s dubljim žarištem do sada nije zabilježen). Ako je hipocentar u dubini do 70 kilometara, potres je plitak, srednje duboki hipocentar nalazi se između 70 i 300 kilometara, a duboki hipocentar na više od 300 kilometara ispod Zemljine površine. Potresne vibracije šire se od hipocentra na sve strane progresivnim elastičnim potresnim valovima (potresni valovi). Najbrži su longitudinalni valovi (lat. undae primae ili P-valovi), koji osciliraju u smjeru širenja, stežući i rastežući materijal kroz koji prolaze. Transverzalni valovi (lat. undae secundae ili S-valovi) vibriraju okomito na smjer širenja, 1,7 puta su sporiji od P-valova, a šire se samo kroz čvrste stijene. Dugi valovi (lat. undae longae ili L-valovi) najsporiji su, čine ih kružna i vodoravna komponenta, a djelovanje im je slabo. Potres je najjači u epicentru (mjesto na površini Zemlje neposredno iznad hipocentra) i u njegovoj najbližoj okolici (epicentralno područje). Krivulja ovisnosti trajanja putovanja potresnoga vala do pojedinoga mjesta u epicentralnoj udaljenosti naziva se hodokrona.
Snaga potresnog udarca ovisi o dubini hipocentra, udaljenosti epicentra, značajkama tla (u čvrstim stijenama potres je slabiji nego u nevezanom tlu), prisutnosti podzemne vode, čvrstoći građevina i drugom. Jakost potresa (mjera za potres prema ocjeni učinka potresa na ljude, građevine i prirodu) određuje se s pomoću iskustvenih makroseizmičkih ljestvica koje vrijede samo za određena područja. Prvu takvu ljestvicu izradio je Giacomo Gastaldi 1564. Od tada je izrađen niz ljestvica za određivanje i uspoređivanje jakosti potresa: ljestvica P. B. Egena od 6 stupnjeva (1828.), Michelea Stefana de Rossija i Françoisa Alphonsea Forela od 10 stupnjeva (1883.), F. Omorija od 7 stupnjeva (1900.) i druge. Godine 1917. Međunarodno seizmološko udruženje predložilo je za opću uporabu Mercalli-Cancani-Siebergovu (MCS) ljestvicu od 12 stupnjeva (Mercallijeva ljestvica). Na njoj se temelji i Medvedev-Sponheuer-Karnikova (MSK) ljestvica iz 1964., također od 12 stupnjeva. Linije koje odjeljuju područja jednake jakosti potresa nazivaju se izoseiste. U instrumentalnoj seizmologiji jakost potresa određuje se na osnovi magnitude (M), veličine koja se izračunava na temelju zapisa seizmografa. Ljestvicu magnituda odredio je C. F. Richter 1935., pa se ona naziva njegovim imenom. Magnituda M potresa veličina je razmjerna energiji E potresnih valova (izraženoj u džulima) oslobođenih u žarištu potresa i jednaka je u svim seizmološkim postajama koje bilježe dotični potres. Ona izravno ovisi o energiji E oslobođenoj u žarištu potresa, prema relaciji: 
{\displaystyle \log E=4,8+1,5\cdot M}
odnosno: 
{\displaystyle M={\frac {2}{3}}\cdot (\log E-4,8)}
i omogućuje relativno precizno daljinsko ocjenjivanje učinka potresa, jer je za mnoga područja na Zemlji utvrđen odnos između iznosa magnitude i potresnih razaranja, odnosno MCS-ljestvice.
Na Zemlji se godišnje zabilježi više od milijun podrhtavanja tla, to jest potresa uglavnom nezamjetljivih za ljudska osjetila. Samo 20 do 30 potresa godišnje uzrokuje ljudske žrtve, gdjekad i stotine tisuća mrtvih. Gotovo 95 % potresa javlja se u dva uska pojasa: cirkumpacifičkom i mediteransko-transazijskome. Prvi se proteže obodom Tihog oceana (takozvani Pacifički vatreni krug), a drugi od Azora preko Sredozemnoga mora, Male Azije, Kavkaza, Armenskoga gorja, Pamira i Himalaje do Indonezije.
Na području Hrvatske ima nekoliko zona veće seizmičke aktivnosti. U priobalnom dijelu takva se zona proteže od hrvatsko-slovenske granice do područja južno od Dubrovnika; u Jadranskome moru ističe se područje s više epicentara južno od Lastova. Druga se zona proteže od slovenske granice zapadno od Karlovca preko Žumberačkoga gorja i Medvednice do Bilogore. Aktivna je i zona od Pokuplja prema Banjoj Luci (BIH). Manje su aktivna seizmička područja slavonske planine Psunj, Papuk, Krndija i Dilj. Ostali središnji i istočni dijelovi Hrvatske seizmički su još manje aktivni. Svi potresi na području Hrvatske ubrajaju se u red plitkih potresa.

## Objašnjenje
Potres je endogeni proces (potječe iz Zemljine unutrašnjosti) do kojeg dolazi zbog pomicanja tektonskih ploča, a za posljedicu ima podrhtavanje Zemljine kore zbog oslobađanja velike količine energije. Postoje dvije mjere koje opisuju potres: magnituda i jakost (intenzitet). Magnituda potresa predstavlja energiju oslobođenu prilikom potresa. Izražava se stupnjevima Richterove ljestvice, koja ima vrijednosti od 0 do 9. Intenzitet potresa ovisi o više čimbenika kao što su količina oslobođene energije, dubina hipocentra, udaljenosti epicentra i građi Zemljine kore. Njegov učinak može se iskazati pomoću Mercalli-Cancani-Siebergove ljestvice koja ima 12 stupnjeva, a temelji se na razornosti i posljedicama potresa.
Znanost koja se bavi potresima, naziva se seizmologija. No unatoč njenom napretku i novim saznanjima, teško je predvidjeti pojavu potresa i njegove posljedice. Sprava koja se koristi za mjerenje i bilježenje potresa, naziva se seizmograf, a zapis koji ostaje, seizmogram. Kao vrstu potresa treba istaknuti tektonske (90 % slučajeva) – do kojih dolazi tektonskim gibanjem. Takvi su potresi najjači i zahvaćaju veća područja. Zone tektonskih potresa vezane su uz gibanja litosfernih ploča i do njih dolazi zbog subdukcije ili širenja morskog dna. Tako imamo još i vulkanske potrese (7 % slučajeva), koji prate erupcije vulkana i manjeg su dometa. Najslabiji i najmanjeg su dometa urušni potresi (3 % slučajeva) koji nastaju urušavanjem materijala koji nadsvođuje podzemne šupljine ili odronom kamenja i klizanjem terena. Potres nastaje u unutrašnjosti Zemlje i to mjesto je nazvano žarište ili hipocentar. Mjesto na površini Zemlje gdje se potres najjače osjetio, zove se epicentar. Hipocentar može biti plitak, do dubine od 70 kilometara ispod površine Zemlje, najčešće u zonama razmicaja litosfernih ploča. Hipocentri mogu još biti i srednje dubine (od 70 do 300 kilometara ispod površine) te duboki (od 300 do 730 kilometara ispod površine Zemlje), a oni su najčešće u zonama subdukcije. Potres se širi u potresnim valovima, a linije kojima na karti spajamo mjesta jednake jačine potresa nazivamo izoseiste. Prema načinu i brzini širenja, potresi mogu biti s longitudinalnim ili primarnim, te sekundarnim ili transverzalnim valovima. Longitudinalni su najbrži i titraju u smjeru širenja, dok transverzalni izazivaju okomito titranje čestica i šire se samo kroz čvrstu građu. Površinski valovi uzrokuju kružno i vodoravno titranje te mogu imati najjači učinak (ovisno o geološkoj građi terena). Potresi s epicentrom na dnu mora mogu izazvati valove kao što su cunamiji koji mogu dosegnuti visinu i do 30 metara (tsunami koji je pogodio otok Sumatru u Indoneziji). Procjenjuje se da godišnje ima oko 900.000 potresa magnitude do 2,5 (po Richteru), a oni jači su rjeđi i pojavljuju se svakih 5 do 10 godina. Zemlje u kojima se događa najviše potresa su Čile i Japan te Indonezija. Najizrazitija seizmička zona je u Pacifičkom vatrenom krugu (53 % svih potresa) i u mediteransko-alpsko-himalajskom području (41 %). Mirna ili aseizmička područja su u zonama starih planina i masa (Kanadski štit, Ruska ploča).

### Mercallijeva ljestvica
Mercalli-Cancani-Siebergova ljestvica (MCS ljestvica) češće nazivana samo kao Mercallijeva ljestvica, definira pojave i promjene koje potresi izazivaju kod ljudi i životinja uz ocjenu veličine štete na objektima te sagledavanje promjena u prirodi kao posljedice potresa. U Hrvatskoj je u službenoj upotrebi od 1964. godine. Naziv je dobila po inicijalima seizmologa Mercalli, Cancanija i Sieberga, koji su je i definirali.
| Stupanj potresa | Naziv potresa               | Učinak potresa |
| --------------- | --------------------------- | --- |
| 1.              | Nezamjetljiv potres         | Bilježe ga jedino seizmografi. |
| 2.              | Vrlo lagan potres           | U višim katovima stambenih zgrada osjete ga vrlo osjetljivi (senzibilni) ljudi. |
| 3.              | Lagan potres                | Podrhtavanje tla kao pri prolazu automobila. U unutrašnjosti zgrada osjeti ga više ljudi. |
| 4.              | Umjeren potres              | U zgradama ga osjeti više ljudi, a na otvorenome samo pojedinci. Budi neke spavače. Trese vrata i pokućstvo. Prozori, staklenina i posude zveče kao pri prolazu teških kamiona.                                                                               |
| 5.              | Prilično jak potres         | Osjeti ga više ljudi na otvorenom prostoru. Budi spavače; pojedinci bježe iz kuća. Njišu se predmeti koji slobodno vise, zaustavljaju se ure njihalice. |
| 6.              | Jak potres                  | Ljudi bježe iz zgrada. Sa zidova padaju slike, ruše se predmeti, razbija se posuđe, pomiče ili prevrće pokućstvo. Zvone manja crkvena zvona. Lagano se oštećuju pojedine dobro građene kuće.                                                                  |
| 7.              | Vrlo jak potres             | Crjepovi se lome i kližu s krova, ruše se dimnjaci. Oštećuje se pokućstvo u zgradama. Ruše se slabije građene zgrade, a na jačima nastaju oštećenja. |
| 8.              | Razoran potres              | Znatno oštećuje do 25 % zgrada. Pojedine se kuće ruše do temelja, a velik ih je broj neprikladan za stanovanje. U tlu nastaju pukotine, a na padinama klizišta.                                                                                               |
| 9.              | Pustošni potres             | Oštećuje 50 % zgrada. Mnoge se zgrade ruše, a većina ih je neupotrebljiva. U tlu se javljaju velike pukotine, a na padinama klizišta i odroni. |
| 10.             | Uništavajući potres         | Teško oštećuje 75 % zgrada. Velik broj dobro građenih kuća ruši se do temelja. Ruše se mostovi, pucaju brane, savijaju željezničke tračnice, oštećuju putevi. Pukotine u tlu široke su nekoliko decimetara. Urušavaju se špilje, pojavljuje se podzemna voda. |
| 11.             | Katastrofalan potres        | Gotovo sve zgrade ruše se do temelja. Iz širokih pukotina u tlu izbija podzemna voda noseći mulj i pijesak. Tlo se odronjava, stijene se otkidaju i ruše. |
| 12.             | Veliki katastrofalan potres | Sve što je izgrađeno ljudskom rukom ruši se do temelja. Reljef mijenja izgled, zatrpavaju se jezera, rijeke mijenjaju korito. |

### Richterova ljestvica
Richterova ljestvica ili magnitudna ljestvica (ML) definirana je jednim brojem kojim se označava sezmička energija proizašla iz potresa. Ljestvica se procjenjuje prema logaritamskom zapisu najveće amplitude zapisane za specifičnom uređaju koji se zove Wood-Andersonov seizmograf. Omjeri jačine potresa nisu usporedni s brojčanim iznosom (stupnjevima) Richterove ljestvice, tako npr. potres jakosti 4,0 prema Richterovoj ljestvici ima 100 puta veću amplitudu i 1000 puta veću energiju od potresa koji iznosi 2,0 stupnja. Učinkovita granica mjerenja za lokalne magnitude ML je oko 6,8 stupnjeva. Ljestvicu je 1935. godine definirao američki seizmolog Charles F. Richter.
| Richterove magnitude | Opis potresa | Učinci djelovanja potresa                                                                           | Učestalost pojave             |
| -------------------- | ------------ | --------------------------------------------------------------------------------------------------- | ----------------------------- |
| Ispod 2,0            | Mikro        | Mikropotresi, ne osjećaju se.                                                                       | Oko 8.000 po danu             |
| 2,0 – 2,9            | Manji        | Općenito se ne osjete, ali bilježe ih seizmografi.                                                  | Oko 1.000 po danu             |
| 3,0 – 3,9            | Manji        | Često se osjete, no rijetko uzrokuju štetu.                                                         | 49.000 godišnje (procjena)    |
| 4,0 – 4,9            | Lagani       | Osjetna drmanja pokućanstva, zvukovi trešnje. Značajnija oštećenja rijetka.                         | 6.200 godišnje (procjena)     |
| 5,0 – 5,9            | Umjereni     | Uzrokuje štetu na slabijim građevinama u ruralnim regijama, moguća manja šteta kod modernih zgrada. | 800 godišnje                  |
| 6,0 – 6,9            | Jaki         | Može izazvati štete u naseljenim područjima 160 km od epicentra.                                    | 120 godišnje                  |
| 7,0 – 7,9            | Veliki       | Uzrokuje ozbiljnu štetu na velikom području.                                                        | 18 godišnje                   |
| 8,0 – 8,9            | Razarajući   | Može prouzrokovati golemu štetu i po tisuću kilometara od epicentra.                                | 1 godišnje                    |
| 9,0 – 9,9            | Razarajući   | Katastrofalni potres koji uništava većinu objekata u krugu od nekoliko tisuća kilometara.           | 1 u 20 godina                 |
| 10,0+                | Epski        | Nikada nisu zabilježeni.                                                                            | Ekstremno rijetki (nepoznati) |

## Povijest
Seizmologija je relativno mlada znanost, koja se vrlo brzo razvijala tek od početka 20. stoljeća. Riječ seizmologija prvi je sredinom 19. stoljeća upotrijebio irski znanstvenik Robert Mallet (1810. – 1881.), a prvi upotrebljivi seizmografi konstruirani su nešto poslije u Italiji, Japanu i Njemačkoj (seizmometrija). Razvoj teorije rasprostiranja elastičnih valova prethodio je razvoju mjernih instrumenata, pa su glavne vrste potresnih valova na seizmogramima utvrđene mnogo godina nakon što je njihovo postojanje teorijski predviđeno. Godine 1828. prvi je put uzet u obzir jakost (intenzitet) potresa za označavanje šteta na građevinama. U seizmološkoj su se praksi do danas održale različite makroseizmičke ljestvice, koje svrstavaju opažene učinke potresa na gređevine, ljude, životinje, predmete i okolicu u određeni broj stupnjeva, te tako određuju jakost potresa na tome mjestu.
Potkraj 19. stoljeća bila su osnovana prva nacionalna seizmološka društva i takozvana povjerenstva (1878. u Švicarskoj, 1880. u Japanu i Hrvatskoj), a 1905. bila je osnovana Međunarodna udruga za seizmologiju, koja je 1951. prerasla u današnju Međunarodnu udrugu za seizmologiju i fiziku unutrašnjosti Zemlje, a Hrvatska je njezin član od osamostaljenja. U svijetu je 1920-ih radilo oko 150 seizmoloških postaja, te je bio osnovan Međunarodni seizmološki centar, koji i danas prikuplja podatke sa seizmoloških opservatorija širom svijeta. U europsko-mediteranskoj zoni od 1975. djeluje regionalna seizmološka organizacija. U 1950-ima u svijetu je djelovalo oko 700 seizmoloških postaja. Danas ima više od 8.500 međunarodno registriranih postaja.
Nagli razvoj računala u drugoj polovini 20. stoljeća omogućio je rješavanje složenih numeričkih problema povezanih s teorijom širenja i modeliranja elastičnih valova u heterogenom i anizotropnom sredstvu, ali i znatan napredak u razvoju seizmografa, koji se danas temelje isključivo na digitalnom prikupljanju podataka. Seizmologija razmatra pojave koje se mjere u iznimno velikim rasponima; najmanji pomaci tla koji se mjere reda su veličine 10–8 metara, dok pomaci kod velikih potresa prelaze desetak metara, a period im je od tisućinke sekunde približno do 1 sat. Tipični seizmografi danas prikupljaju između 60 i 600 podataka svake sekunde u neprekinutom radu, pa godišnje svaka postaja prikupi prosječno oko 12 Gb podataka.
U Hrvatskoj se seizmologija počela brzo razvijati nakon velikoga potresa u Zagrebu 1880., kada je Hrvatska akademija znanosti i umjetnosti osnovala takozvani Potresni odbor, u radu kojega se posebno isticao Mijo Kišpatić. Na prijelazu iz 19. u 20. stoljeća proučavanjem potresa sve se više bavio Andrija Mohorovičić, koji se smatra utemeljiteljem suvremene seizmologije u Hrvatskoj. On je 1906. u zgradi na Griču br. 3 osnovao zagrebačku seizmološku postaju, nabavio najbolje seizmografe i opservatorijske ure, uspostavio službu točnoga vremena, te je time osnovao zagrebačku seizmološku školu i postavio čvrste temelje za njezin uspješan razvoj. Zahvaljujući takvoj tradiciji, Prirodoslovno-matematički fakultet u Zagrebu jedan je od rijetkih u svijetu na kojem se studij seizmologije može započeti već na dodiplomskoj razini, a njegovu Geofizičkom zavodu, kojemu je Mohorovičić bio na čelu 30 godina, povjerena je i zadaća uspostave Seizmološke službe Republike Hrvatske, koja se brine o osnovnoj mreži seizmografa i prikuplja podatke o seizmičnosti Hrvatske. U Hrvatskoj se seizmolozi još bave istraživanjem kvantifikacije potresa, potresne ugroženosti i opasnosti, pojačavanja seizmičkih valova, anizotropije brzina, građe Zemljine kore i drugim. Osnovni podatci o svim poznatim potresima na našem području čuvaju se u Hrvatskom katalogu potresa, u kojem se za više od 27.000 potresa u razdoblju od 373. pr. Kr. do 2006. navode lokacija, vrijeme, intenzitet i magnituda, što su najvažniji parametri za procjenu potresne opasnosti, koja je nužna pri projektiranju građevina.

## Predviđanje potresa
Već od davnine ljudi znaju da pojedine životinje mijenjaju ponašanje uoči potresa, pa kao pretkazivače potresa u Meksiku drže zmije, a u Japanu akvarijske ribice. Životinje mogu svojim vrlo diferenciranim živčanim sustavom i osjetilima uočiti promjene u magnetizmu, vibracije tla i slične pojave koje prethode potresu, ali samo nekoliko minuta ili nekoliko sati prije izbijanja katastrofe. Međutim, promjene u ponašanju životinja nisu ni tipičan ni pouzdan znak da bi se na temelju njih mogao, na primjer, evakuirati grad ili područje s milijunskim stanovništvom. Znanstvena istraživanja radi prognoziranja potresa provode se u mnogim zemljama, osobito u Japanu, SAD-u i Rusiji, no do danas ni jedan potres nije pretkazan znanstvenim metodama.

## Kronologija značajnih potresa
- 1556. – potres u Shaanxiju, najsmrtonosniji potres u povijesti čovječanstva za koji se procjenjuje da je odnio 830.000 ljudskih života u Kini.
- 1902. – na otoku Martinik, u gradu Saint Pierre, stradalo 28.000 osoba od potresa i provale vulkana.
- 1906. – u Kaliforniji (SAD) nastala pukotina (rasjed) duga 350 kilometara; tlo se pomaknulo 7 metara duž rasjeda. Najveća šteta prouzročena je u San Franciscu, gdje je nakon potresa nastao požar; smrtno su stradale 452 osobe.
- 1908. – u Messini na Siciliji (Italija) katastrofalni potres odnio je 75.000 ljudskih života.
- 1915. – potpuno razrušen talijanski grad Avezzano; smrtno je stradalo 30.000 ljudi.
- 1920. – više od 180.000 ljudi poginulo je u katastrofalnom potresu koji je pogodio kinesku pokrajinu Gansu.
- 1923. – u Tokiju i Yokohami razoreno je 123.000 kuća, a 450.000 kuća uništeno je u požaru koji je izbio nakon potresa; poginulo 145.000 ljudi.
- 1932. – u katastrofalnom potresu koji je nakon 12 godina ponovno pogodio sjevernu Kinu (pokrajina Gansu) poginulo je 70.000 ljudi.
- 1935. – potres u gradu Quetti (Pakistan) odnio 60.000 života.
- 1939. – u Erzincanu (Turska) poginulo 33.000 ljudi.
- 1939. – katastrofalno pomicanje tla, izazvano potresom, u pokrajini Chilhan (Čile); poginulo 30.000 ljudi.
- 1960. – Potres kod Valdivije ili Veliki čileanski potres koji se dogodio u nedjelju 22. svibnja je do sada najsnažniji potres ikad zabilježen na Zemlji, a magnituda je bila 9,5 stupnjeva.
- 1960. – za potresa u Agadiru (Maroko) smrtno stradalo 12.000 ljudi; grad je bio potpuno razrušen.
- 1963. – u potresu koji je 26. srpnja teško oštetio Skoplje (Makedonija) smrtno je stradalo 1070 osoba.
- 1976. – potres u kineskom gradu Tangshanu (u pokrajini Hebei), najdestruktivniji potres modernih vremena, procjenjuje se da je u njemu stradalo oko 245.000 ljudi.
- 1977. – u Rumunjskoj poginula 1541 osoba (od toga 191 u Bukureštu), a 11.275 osoba bilo je ranjeno; razrušeno je 32.897 kuća i 736 industrijskih objekata.
- 1978. – u iranskoj pokrajini Horasan poginulo je 25.200 ljudi (od toga 15.200 u Tabasu); razrušen je Tabas i stotinjak sela u okolici.
- 1990. – u potresu jakosti 7,7 stupnjeva po Richteru koji je pogodio zapadni Iran smrtno je stradalo od 40.000 do 50.000 ljudi.
- 2004. – 26. prosinca – Potres u Indijskom oceanu jedan od najjačih potresa ikad zabilježenih s jačinom od 9 stupnjeva po Richteru s epicentrom na obali Indonezijskog otoka Sumatre koji je pokrenuo velik tsunami koji je odnio 300.000 života.
- 2005. – U potresu jakosti 7,6 stupnjeva po Richteru u sjevernom Pakistanu i sjeverozapadnoj Indiji (Kašmir) poginulo je 80.000 ljudi, najviše u Pakistanu.
- 2006. – 26. svibnja[4] – Potres koji je pogodio indonezijski otok Javu i stari kraljevski grad Yogyakartu. Prema dojavi američke seizmološke službe, epicentar potresa jakosti 6,4 stupnjeva Richterove ljestvice bio je 37 kilometara jugozapadno od grada Yogyakarta u Indijskom oceanu. Prema prvim pocjenama poginulo je više od 6000 ljudi, preko 20 000 ozlijeđenih a preko 1 000 000 ljudi ostalo beskućnicima. Nakon potresa pojačala se i aktivnost stratovulkana Merapi.
- 2011. – 11. ožujka – Japan je pogodio najjači potres u njegovoj povijesti, Magnitude 9,1. 20 tisuća ljudi je poginulo u razornom cunamiju koji također uzrokovao nuklearnu nesreću u Fukushimi
- 2015. – 25. travnja – U razornom potresu u Nepalu jakosti 7,9 po Richteru, koji je najteže pogodio glavni grad Kathmandu, poginulo je više od 4400 ljudi, a preko 8000 je ranjeno.[5]
- 2016. – 16. travnja[6] u 18:58 sati po mjesnom vremenu, razorni potres magnitude 7,8 stupnjeva po Richteru pogodio je sjever Ekvadora u blizini pokrajine Esmeraldas koji je uzrokovao 671 smrtni slučaj, preko 6200 ozlijeđenih, a 68 000 obitelji je ostalo bez kuća.
- 2017. – 12. studenoga[7] u 21:48 po Iranskom standardnom vremenu razorni potres magnitude 7,3 stupnjeva po Richteru u Iranu na granici s Irakom, 220 km sjeveroistočno od Bagdada, ostavljejući 530 poginulih, više od 8100 povrijeđenih i 70 000 beskućnika.
- 2018. – 28. rujna[8] u 18:02 po indonezijskom centralnom vremenu razorni potres magnitude 7,5 stupnjeva po Richteru je pogodio Sulawesi, Indonezija, koji je uzrokovao 4340 poginulih, više od 10 000 ozlijeđenih, od čega 4612 po život opasnim ozljedama, te 70 000 objekata teško oštećenih.
- 2019. – 26. studenoga dogodio se potres u Albaniji magnitude 6,4 MW. Poginula je 51 osoba.
- 2020. – 22. ožujka dogodio se potres u Zagrebu magnitude 5,3 MW. Poginula 1 osoba.
- 2020. – 30. listopada dogodio se potres u Egejskom moru magnitude 7,0 MW. Poginulo je 118 osoba.
- 2020. – 29. prosinca dogodio se potres kod Petrinje magnitude 6,4 MW. Poginulo je 7 osoba.
- 2022. – 22. travnja dogodio se potres kod Stoca magnitude 5,7 MW. Poginulo je 7 osoba.
- 2023. – 6. veljače dogodio se potres u Turskoj i Siriji magnitude 7,8 MW.
- 2023. – 8. rujna dogodio se potres u Maroku magnitude 6,8 MW.

## Psihološke posljedice potresa
Vrsta kratkoročne psihološke reakcije na potres može se razlikovati od osobe do osobe, ali obično uključuje simptome poput početnog stanja zbunjenosti, dezorijentacije, uznemirenosti, neugode, intenzivnog straha, nesigurnosti, neizvjesnosti i bespomoćnosti. Neki ljudi osjete ih kao posljedicu potresa, dok ih drugi dožive pri naknadnom praćenju vijesti o potresu. Prema tome, nelagodne osjećaje mogu doživjeti i osobe koje nisu bile prisutne na mjestu potresa, tzv. sekundarna/posredna traumatizacija.
Svjedočenje potresu je iskustvo koje uključuje pojavljivanje prijetnje tjelesnom integritetu, može doći do ranjavanja ili smrtnog ishoda. Kod gotovo svih sudionika potres izaziva strah, bespomoćnost i osjećaj užasa. Prema tome, potres je krizna situacija koja kod većine ljudi predstavlja traumatski događaj. 
Stresna reakcija se kod većine ljudi uglavnom povlači kroz nekoliko sati ili dana. Kod određenog broja ljudi mogu se kroz nekoliko dana javiti i drugi simptomi u sklopu akutnog stresnog poremećaja. Akutni stresni poremećaj traje od nekoliko dana do četiri tjedana. Pri tome su prisutni poremećaji pažnje, koncentracije, orijentacije, disocijativni fenomeni i poremećaji svijesti te anksioznost. Kasnije se mogu pojaviti znakovi pojačane pobuđenosti, smetnje spavanja i razdražljivost. Simptomi se povlače nakon mjesec dana ili se smetnje produljuju i prerastaju u posttraumatski stresni poremećaj, posebice kod pojedinaca izloženih naknadnim stresorima ili daljnjim traumatskim događajima. Osim posttraumatskog poremećaja mogu se razviti i drugi poremećaji iz kruga anksioznih i depresivnih poremećaja te ovisnosti o psihoaktivnim tvarima.
Hoće li se kod neke osobe razviti poremećaj te koji ovisi o kompleksnoj kombinaciji različitih čimbenika, a neki od njih su karakter stresnog događaja, prethodno funkcioniranje osobe, načini reagiranja na ranije stresore, ličnost, intelektualne sposobnosti, prisutnost izvora podrške...
Pri samom odvijanju potresa neki ljudi reagiraju sabrano i mirno se sklone na sigurno mjesto, pričekaju dok potres prođe te nakon toga napuste zgradu. Drugi se u situaciji potresa uspaniče ili zamrznu. U svim tim slučajevima radi se o automatskim reakcijama ljudskog tijela na iznenadnu opasnost. Normalno i prirodno je bojati se. Strah je evolucijski fenomen, koji u situacijama velikog stresa pomaže ljudima da reagiraju reakcijom borbe, bijega ili zamrzavanja, koje su često instinktivne i tek kad se nađu u takvoj situaciji, osobe mogu vidjeti koji oblik instinktivne reakcije kod njih dominira.
Nakon prirodne katastrofe, poput potresa, normalno je bojati se vratiti u svoje domove i osjećati se prilično nesigurno. Normalno je i ako stvari još uvijek stoje pokraj vrata spremne za još jedan bijeg i spašavanje žive glave. Normalna je i pojava poriva za plakanjem i plakanje na svaki video na vijestima i društvenim mrežama. Normalno je svakih par minuta u svojoj glavi proživljavati scene potresa, čuti zvukove koji su se tada čuli i ponovno osjetiti jednako žive osjećaje.
Neki ljudi traumatske događaje brže prorade i vrate se uobičajenom životu, dok drugi još danima ili mjesecima u svojim mislima provjeravaju svaki neobičan zvuk koji bi mogao podsjetiti na potres.
U redu je osjećati strah i tjeskobu. Nakon ovakvih katastrofa, svi osjećaji su normalni i važno je dati si vremena da ih se proradi.
Nakon potresa dio građana nastavlja živjeti u svojim domovima bez većih materijalnih problema. Drugi dio građana trpi i značajne materijalne posljedice potresa. S obzirom na to da saniranje štete u domovima može trajati duže vrijeme kod ovih građana se mogu javiti dugoročnije posljedice, posebice u vidu osjećaja zabrinutosti, nesigurnosti, potištenosti, pesimističnih projekcija u budućnost, itd.
Istraživanjem „Psihosocijalna podrška u kriznim situacijama velikih razmjera“ Hrvatskog crvenog križa obuhvatilo se 450 stanovnika u dvije općine: poplavljenoj općini Gunja te u nepoplavljenoj, ali ugroženoj općini Bošnjaci. Istraživanje je provedeno u studenom 2015. godine (godinu i pol nakon poplave) i listopadu 2016. godine (oko dvije i pol godine nakon poplave). Na individualnoj razini, u obje zajednice između dvije vremenske točke došlo je do smanjenja simptoma posttraumatskog stresa i depresije. Ovaj rezultat pokazuje kako i sama ugroza katastrofom može dovesti do izraženijih stresnih reakcija (u zajednici koja nije poplavljena) i kako s vremenom dolazi do oporavka i izravno i neizravno pogođenih ljudi. No, u poplavljenoj zajednici, simptomi posttraumatskog stresa i depresije bili su značajno viši nego u nepoplavljenoj zajednici čak i dvije i pol godine nakon poplave, što se smatra dugoročnim posljedicama.
Zanimljivo, psihološke promjene koje se događaju nakon potresa utječu i na potrošačke navike ljudi. Ističu se dvije tendencije: jedna skupina ljudi razvija potrebu za snabdijevanje veće vlastite sigurnosti kroz povećanu štednju, dok se druga skupina ljudi vodi mišlju „uživaj u životu dok traje“ pri čemu troše više novaca.

### Kako si pomoći nakon potresa?
Studenti psihologije Filozofskog fakulteta u Zagrebu, okupljeni u inicijativi Kako si? navode nekoliko prijedloga koji se mogu učiniti kako bi se osjećali sigurnije nakon potresa:
Moglo bi pomoći:
- Opremite torbu s novčanikom, dokumentima, odjećom, lijekovima, vodom i grickalicama.
- Odredite sigurna mjesta u stanu i sa svojim ukućanima provedite pokusnu vježbu “potres nas ne smije iznenaditi” – na taj će način svi znati kamo treba otići u slučaju potresa.
- Pratite informacije nadležnih službi: kako se ponašati u slučaju potresa, te izbjegavajmo dezinformacije koje nas mogu činiti još više tjeskobnima.
- Na kraju nam ostaje vjerovati da je najgore iza nas i da je vjerojatnost pojave novih potresa sve manja. Ove “male potrese” doživimo sa zahvalnošću jer se tako energija oslobađa u malim porcijama, a ne odjednom kao u jačim potresima.

Kako odrasli mogu pomoći djeci:
- Razgovarajte s djecom/tinejdžerima o njihovim osjećajima i kako su pogođeni.
- Koristite jednostavan rječnik i iskreno odgovarajte.
- Budite spremni diskutirati neke stvari više puta.
- Budite sigurni da ne krive sebe za ono što se dogodilo, krivca nema.
- Učinite sve što možete da djeci budete podrška, puni ljubavi i predvidljivi.
- Potaknite ih na fizičku aktivnost

Kako si mogu sam/a pomoći:
- Ljudi izražavaju emocije na različite načine nakon ovakvog događaja – neki više šute i tiho se fokusiraju na praktične zadatke, dok su drugi glasniji i žele razgovarati, aktivno traže podršku. U kojem god tipu se pronalazite, ponašajte se u skladu sa sobom, ali ne zaboravite na mrežu podrške oko vas.
- Budite povezani s partnerom, obitelji, susjedima i prijateljima. Dijelite svoje misli i osjećaje s drugima. Razgovarajte.
- Svaki dan napravite barem jednu aktivnost koja vas uveseljava.
- Održavajte ravnotežu između vlastitih, obiteljskih i poslovnih potreba. U redu je reći NE ako trenutačno nemate kapacitet za neke stvari.
- Jedite umjereno i ako je moguće zdravo.
- Budite fizički aktivni.
- Koristite tehnike opuštanja.
- Održavajte dnevnu rutinu koliko je god moguće. Nastojte imati regularan raspored spavanja.
- Pronađite nešto konstruktivno za raditi. Pomozite drugima i ostavite malo svoje probleme sa strane, sagledajte stvari iz druge perspektive. Nemojte puno razmišljati „što ako?“. Činite male korake koji vas drže pozitivnim.
- Smijte se. Prisjetite se dobrih stvari u životu.
- Svaki oporavak zahtijeva vremena – budite strpljivi sami sa sobom. Svatko ima svoj tempo, ne uspoređujte se s drugima
- Potražite stručnu psihološku podršku ako se osjećate preplavljeno i uočavate da situacija nadilazi vaše strategije suočavanja. U Hrvatskoj postoji nekoliko telefonskih linija za pružanje besplatne psihološke podrške[16][17][18][19] te postoje internetske baze za pretraživanje psihoterapeuta.[20][21][22] Osim toga savjetodavni i klinički psiholozi te psihoterapeuti rade u Savjetovalištima za mentalno zdravlje županijskih Zavoda za javno zdravstvo Republike Hrvatske,[23] bolnicama, školama, centrima za socijalnu skrb, različitim udrugama i privatnim savjetovalištima.

## Vanjske poveznice
|  | Zajednički poslužitelj ima još gradiva o temi Potres |

- European-Mediterranean Seismological Centre
- Kronologija potresa u Hrvatskoj na stranicama Državne uprave zaštite i spašavanja  Arhivirana inačica izvorne stranice od 20. svibnja 2007. (Wayback Machine)
- Veliki potres u Zagrebu 9. studenoga 1880. na stranicama Državnog arhiva u Zagrebu  Arhivirana inačica izvorne stranice od 14. ožujka 2007. (Wayback Machine)
- Psihološke smjernice za roditelje: potres - kako si možemo pomoći  Arhivirana inačica izvorne stranice od 15. siječnja 2021. (Wayback Machine) Poliklinika za zaštitu djece i mladih Grada Zagreba